# أليساندرو ميتشيليتو
أليساندرو ميتشيليتو (مواليد 5 ديسمبر 2001) هو لاعب كرة طائرة إيطالي، حصل مع منتخب إيطاليا  على بطولة العالم 2022.

## روابط خارجية
- أليساندرو ميتشيليتو على موقع الاتحاد الأوروبي (الإنجليزية)
- أليساندرو ميتشيليتو على موقع عالم الكرة الطائرة (الإنجليزية)
- أليساندرو ميتشيليتو على موقع دوري الدرجة الأولى الإيطالي للكرة الطائرة - رجال (الإيطالية)
- أليساندرو ميتشيليتو على موقع أوليمبيديا (الإنجليزية)
- أليساندرو ميتشيليتو على موقع اللجنة الأولمبية الإيطالية (الإيطالية)